# 張茂則
张茂则（1015年—1094年），字平甫。开封府（今河南省开封市）人，北宋宦官。

## 生平
张茂则初补小黄门，五迁至西头供奉官，勾当内东门。宫中夜里有盗贼，张茂则首先翻入屋内，擒获盗贼，升领御药院。宋仁宗患病期间半夜召见他，有宫人想要关闭宫门，张茂则说：“事无可虑，为何要使得中外生疑呢？”仁宗想要升他为押班，他恳求补外任，为永兴军路兵马钤辖。后入朝担任内侍押班，副都知。宋神宗熙宁初年，与司马光一起巡视恩州、冀州、深州、瀛州生堤以及六塔河、二股河，进官入内都知。上元节夜晚，宫中起火，他带领大家及时扑灭火情，宋神宗赐他窄衣金带。他累次上奏请求退休，并说国家给予的廪食太多，请求销毁七年未领的廪食券。宋哲宗即位，迁宁国军留后，加两省都都知。七十九岁去世。绍圣年间论元祐党人，张茂则被追贬为左监门卫将军。宋徽宗崇宁年间，入党籍（见元祐党籍碑）。
嘉祐初为永兴军路兵马钤辖，管勾屯田。
嘉祐六年，保塞陵寝为塘水所坏，诏遣监铁判官杨佐、管勾屯田张茂则，与保州赵滋同擘划。
后迁带御器械，嘉祐八年宋仁宗薨，回京为按行山陵副使。而后破格升任内侍省押班。
宋神宗熙宁年间升任入内副都知。
熙宁五年，以塞大名府永济县决河之功，升任入内都知。
熙宁八年，司徒、兼侍中、判相州韩琦薨，特遣入内都知张茂则管勾葬事。
元丰二年，慈圣光献皇后曹氏崩，入内都知张茂则主管殿菆事。
元丰三年，景福殿使、利州观察使、入内都知张茂则为延福宫使。
元丰八年，延福宫使、入内都知、利州观察使张茂则为宁国军留后。同年宋神宗薨，张茂则于宣仁圣烈皇后帘前与宰臣立延安郡王（即宋哲宗）。以建储及祗奉皇帝即位有劳，升任内侍省都都知。
宋哲宗元佑四年，美人陈氏卒。赠充仪，命延福宫使、宁国军留后、入内内侍省都知张茂则护葬事。陈氏乃宋徽宗母也。
元佑末病逝。赠安化军节度使。谥僖献。

## 评价
茂则性俭素，食不重味，衣裘累十数年不易。
入内都知张茂则，宿卫宫省，更历四朝，清谨忠勤，宜在褒劝。
宦官之贤者也。

## 轶闻
- 宋仁宗嘉祐元年中，皇帝生病，宰相至内东门小殿问候起居，皇帝从禁中跑出来，大声说：“皇后（慈圣光献皇后）与张茂则谋大逆。”言语非常错乱。张茂则闻言即自缢，左右解救，未遂。宰相文彦博责备他说：“天子有疾，所说的不过是病中谵语而已，你何必如此！你若是死了，将使中宫何所自容？”仍戒令他常侍皇帝左右，不得辄离。[15]

- 至和年中，宋仁宗重病。当时的宰相富弼秘密与慈圣光献皇后沟通立后嗣，慈圣光献皇后意在赵宗实（即宋英宗)。张茂则居中传递消息。[16]

- 王安石骑马欲从宣德门左门进，亲事官阻拦但是马势不止。张茂则大声叱止，令亲事官责打驾马的人。此人争辩说：“这是宰相的马，有何不可！”张茂则说：“宰相也是人臣，怎么可以骑马入禁中，难道想当王莽吗！”[17]

- 张茂则曾上书神宗请求销毁他七年未领的廪食券，「臣以衰晚，累奏乞归田里，圣恩不许，尚令赴职。臣糜禄岁年，甚臱尸素，所有未请米、麦、俸钱，已尝面陈，天意不违，乞下三司勾历毁抹。」神宗感叹说：「方今廉隅之风，颓靡不振，士大夫之于朝廷，鲜知钦其事而后其食者。」[8]

- 内侍张茂则每食不过粗饭一盏许，浓腻之物绝不向口，老而安宁。茂则每劝人必曰，宁少食、无大饱。[18]

## 亲属
养子：张巽，北宋武臣。元丰年间任左藏库副使。元丰八年诏因张茂则“宿卫宫省，更历四朝，清谨忠勤，宜在褒劝”，推恩张巽为西上閤门副使。绍圣年间，改客省副使，不久因茂则元祐党人罪牵连，改授皇城副使，差邓州都监。崇宝三年同入元祐党籍。

## 影视形象
2020年电视剧《清平乐》：叶祖新饰演张茂则

## 延伸阅读
[在维基数据编辑]
 《宋史·卷467》，出自脱脱《宋史》